# چارلز رید
چارلز رید (انگلیسی: Charles Read؛ ۱۲ مه ۱۸۴۰ – ۲۵ ژانویه ۱۸۹۰ (aged 49)) فرد نظامی اهل ایالات متحده آمریکا بود.